# Jens Klimek
Jens Klimek (* 19. April 1984 in Magdeburg) ist ein deutscher Musiker, Komponist und Chorleiter.

## Leben und Wirken

### Jugend und Bildung
Jens Klimek besuchte 1996–2003 das Landesgymnasium für Musik Wernigerode und nahm am Kompositionsunterricht bei Bernhard Schneyer und Thomas Buchholz (Halle (Saale)) teil. Anschließend studierte er 2004–2010 Musikwissenschaften und Englische Philologie an der Otto-von-Guericke-Universität Magdeburg.

### Künstlerisches Wirken
Während der Ausbildung beim Landesgymnasium für Musik Wernigerode übernahm er die Leitung des Schülerkammerorchesters und sang 2000–2003 im Rundfunk-Jugendchor Wernigerode. Bereits im Jahr 1999 schuf er seine ersten Opernskizzen und Orchesterwerke, die am Theater in Halberstadt aufgeführt wurden. Während des Studiums leitete Klimek den Cantamus-Chor in Magdeburg, arbeitete ehrenamtlich mit Häftlingen der JVA Magdeburg an einem Chorprojekt und nahm bei den Kompositionsworkshops bei Annette Schlünz und Helmut Lachenmann teil. Er ist seit 2006 Mitglied des Deutschen Tonkünstlerverbands,  des Deutschen Komponistenverbandes und Vorstandsmitglied der Komponistenklasse Sachsen-Anhalt. Seit August 2010 ist er am Hegel-Gymnasium Magdeburg und am Landesgymnasium für Musik Wernigerode als Musikdozent angestellt. Seit 2015 arbeitet er ausschließlich am Landesgymnasium für Musik Wernigerode. Seine Kompositionen wurden in den Musikverlagen Bernhard Hayo, Breitkopf & Härtel und Ferrimontana veröffentlicht.

## Kompositionen (Auswahl)
- 2008: Songs from Days of Ashes. Liederzyklus
- 2008: Three Madrigals. Für Männerchor. Partitur
- 2008: Three Madrigals. Gemischter Chor. Partitur
- 2009: In Lucem Sanctam. Für Orchester.
- 2003: Impressionen und Zauberorte für Klavier[1]
- 2010: Le clocher chante[2]
- 2010: Abend wird es wieder
- 2010: Dormi, Jesu!
- 2011: Cradle Song
- 2012: Gesegn dich Laub
- 2012: Grüß Gott, du schöner Maien
- 2012: Chant to the Sun
- 2012: Schließe mir die Augen beide
- 2012: A Christmas Carol
- 2012: Alliterationen. Für Horn, Violine und Klavier[3]
- 2013: Rorate, Caeli
- 2013: Christus natus est
- 2014: Requiem. Für Soli, gemischten Chor und Orchester

## CD-Veröffentlichungen
- Lichte Nacht. Musikverlag Hayo, HY4011.[4]

## Auszeichnungen (Auswahl)
- 2006: 2. Preis beim Kompositionswettbewerb des Deutschen Musikrates mit The Garden of Love nach William Blake[5] – Uraufführung: Oldenburger Kammerchor in Kiel.
- 2008: 1. Preis (Zlatni lipin cvijet) beim Kompositionswettbewerb beim 1. Internationalen Männerkammerchorwettbewerb Lipanjski zvuci in Petrinja (Mittelkroatien)[6] mit Three Madrigals.
- 2011: 2. Preis beim Kompositionswettbewerb der A-Cappella-Woche in Hannover[7] mit Via Dolorosa.
- 2012: Erstaufnahme der Chorwerke Three Madrigals und Le clocher chante in die Literaturempfehlungen des Deutschen Chorwettbewerbs.
- 2012: Preis (für den besten Beitrag)[8] des Radamisto-Preises für Ombra cara[9] – die Uraufführung fand bei den Hallischen Musiktagen 2012 statt.
- 2014: 1. Preis in der Kategorie Jugendchor beim Kompositionswettbewerb Styria Cantat.[10]
- 2020: 1. Preis beim 15. Internationalen Kompositionswettbewerb für Zeitgenössische Geistliche Musik des Europäischen Kirchenmusikfestivals Schwäbisch Gmünd.[11]